# Brosaj bronșic
Brosajul bronșic sau periajul bronșic (în engleză: bronchial brushings, brush biopsy,  în franceză: brossage bronchique) este o metodă prin care se periază peretele bronșic cu perii flexibile ghidate prin fibrobronhoscop sub control vizual (proximal) sau radioscopic (periferic) cu scopul de a exfolia și preleva celulele sau germenii aflați pe suprafața mucoasei bronșice. Periajul bronșic este utilizat pentru a depista citologic cancerul bronșic sau germenii responsabili de infecții bronhopulmonare. 